# Jean-François Portaels
Pour les articles homonymes, voir Portaels.
Jean-François Portaels (Vilvorde, 30 avril 1818 - Schaerbeek, 8 février 1895) est un artiste peintre belge.

## Biographie

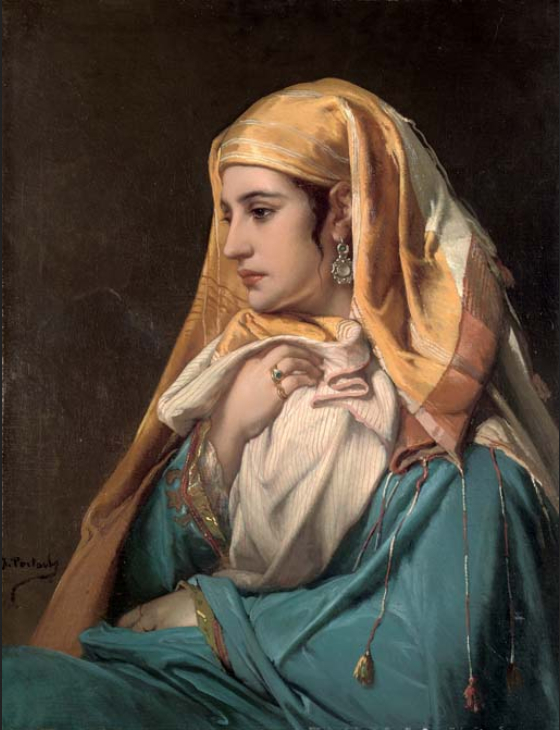
Femme orientale (1877).

Jean-François Portaels également appelé Jean Portaels (Jan Frans Portaels ou Jan Portaels en néerlandais), né à Vilvorde le 30 avril 1818, est issu d'une famille bourgeoise. Il est le fils de Josse Portaels, brasseur, et de Catherine Cooreman. En 1852, il épouse Marie Navez, fille de François-Joseph Navez artiste peintre qui a été son professeur. Son épouse décède un an après son mariage en donnant naissance à des jumeaux mort-nés.
Il étudie à l'Académie de Bruxelles auprès de François-Joseph Navez (qui devient par la suite son beau-père). Il commence par peindre des vues de la campagne brabançonne.
Pour se perfectionner, il suit les cours de Paul Delaroche à Paris. Dans les salons parisiens, il se découvre une attirance pour l'orientalisme.
En 1842, il obtient le Grand Prix de Rome et grâce à ce prix, passe quelques années en Italie, en compagnie de son ami, le peintre Alexandre Robert. Ils se rendent ensuite en Orient, entre 1845 et 1847, séjournant en Turquie, au Liban, à Jérusalem, etc.
Peintre de scènes historiques et orientalistes et de compositions religieuses, Portaels est aussi portraitiste et peint principalement à l'huile. Il est considéré, à tort, comme le fondateur de l'école orientaliste belge. En effet, une dizaine d'années avant lui (en 1838-1839), le peintre belge Jacob Jacobs (1812-1879) - moins connu, cependant - fit déjà le voyage en Orient, en compagnie d'un autre peintre belge, Florent Mols (1811-1896), et en revint avec de nombreux dessins, qu'il exploitera par la suite dans sa peinture. Tout comme celui-ci, Portaels s'inspirera, durant de longues années, des croquis réalisés au cours de son voyage, raison pour laquelle on lui attribue souvent ce rôle de précurseur de l'orientalisme en Belgique,.
En 1847, Portaels succède à Hendrik Van der Haert comme directeur de l'Académie royale des beaux-arts de Gand.
Son beau-père, le peintre François-Joseph Navez possédant de vieilles maisons rue de l'Abricot, dans le quartier Notre-Dame-aux-Neiges, lui en cède une, située impasse Sainte-Apolline. Portaels en fait en 1858 un atelier libre, où il reçoit des artistes comme Édouard Agneessens, Frantz Charlet, Emile Charlet, Frédéric Tschaggeny, Émile Wauters, Camille van Mulders, André Hennebicq, Julia Frezin, Léon Rotthier, Georges Fichefet, le peintre français Fernand Cormon, Léon Frédéric, Isidore Verheyden, le sculpteur Charles Van der Stappen, Eugène Verdyen, Antoine Van Hammée, Ernest Blanc-Garin, Jean Mayné, Josse Impens, Vanden Kerkhoven, Raphaël Bauduin, Henri Van der Hecht, Charles Joseph Louis Lefebvre, Albéric Coppieters, les frères jumeaux Pieter (nl) et David Oyens (nl) ainsi que des architectes tels que Ernest Van Humbeeck et Charles Licot. Cet atelier fait tant d'ombre à l'Académie de Bruxelles que son directeur, Louis-Eugène Simonis, lui confie les cours de composition en 1863. Portaels occupe ce poste durant deux ans, puis revient à son atelier libre.

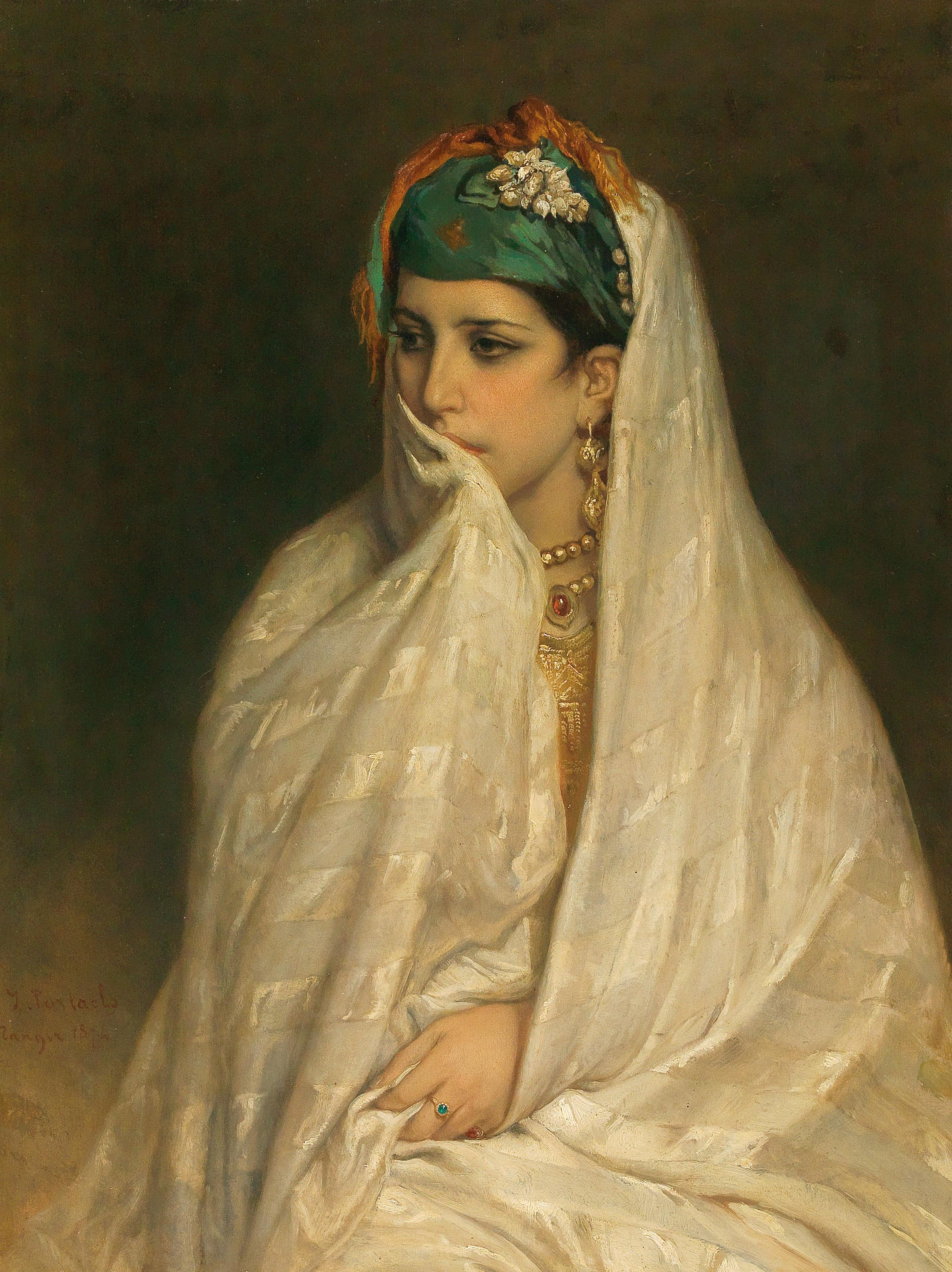
Juive de Tanger (1874).

Il se rend au Maroc en 1874 puis en Algérie, Égypte, Liban et en rapporte une grande quantité de croquis, ce qui lui permet de relancer ensuite son inspiration orientaliste,.
En 1878, Portaels devient directeur de l'Académie royale des beaux-arts de Bruxelles. Il y exerce une influence importante sur la génération suivante de peintres belges, parmi lesquels Alfred Bastien, Théo van Rysselberghe, Eugène Broerman, Émile Wauters, Léon Houyoux, Édouard Agneessens et Marie Antoinette Marcotte, le sculpteur Charles Van der Stappen et l'architecte Charles Licot.
Il peut être considéré comme un peintre de transition entre le néo-classicisme de Navez et le romantisme de Wappers.
Il décède le 8 février 1895 d'une congestion pulmonaire. Il reçoit des funérailles officielles à l'église royale Sainte-Marie de Schaerbeek et est inhumé au cimetière de Laeken.

## Sélection d'œuvres

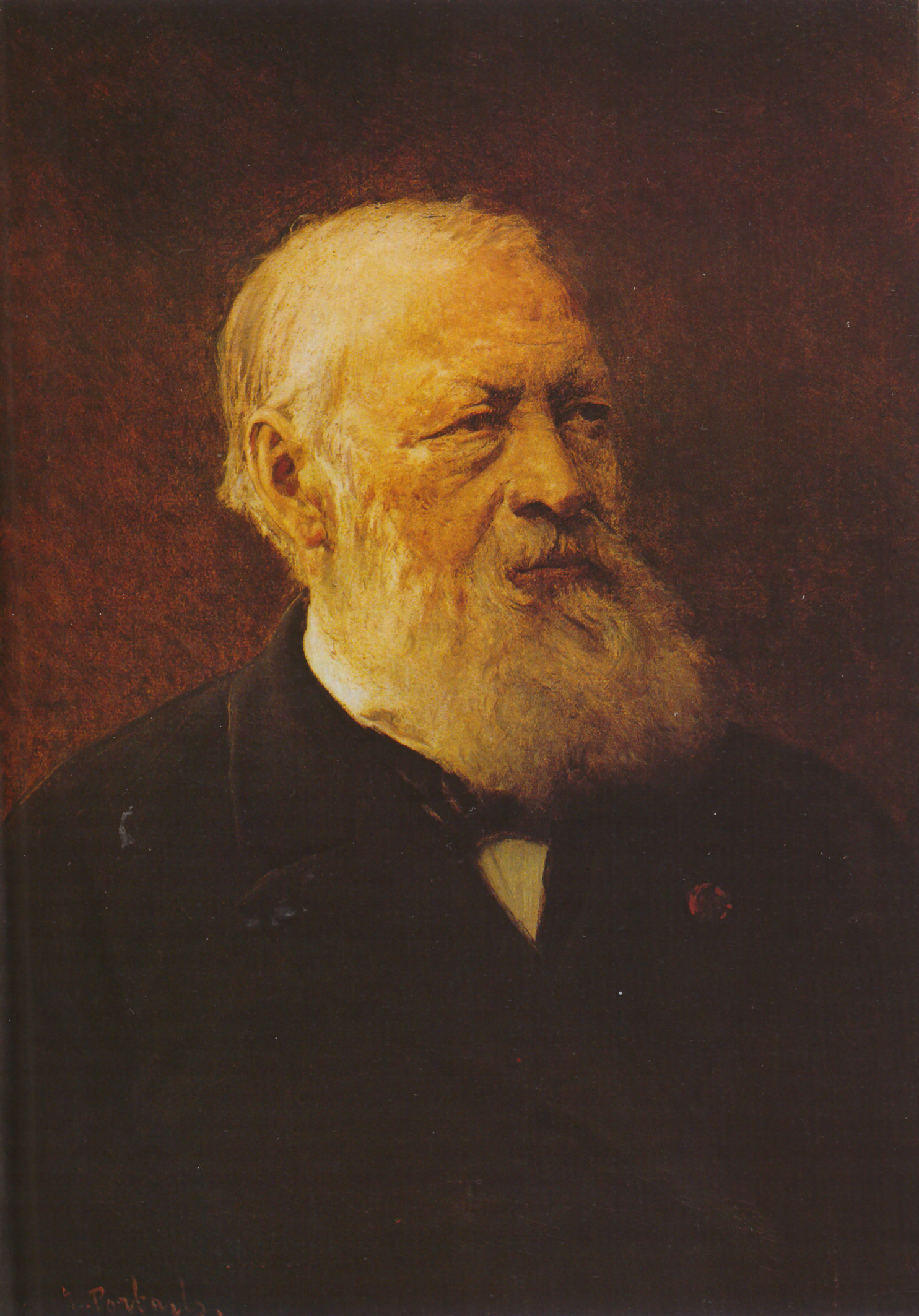
Henri Conscience, portrait par Jean Portaels

Portaels était un artiste prolifique. Il a notamment exécuté :
- deux vastes compositions religieuses à connotation symbolique pour l'église Saint-Jacques-sur-Coudenberg à Bruxelles (1885-1886) : la Crucifixion et la Croix salvatrice
- des scènes bibliques comme :
  - La Fille de Sion vilipendée, Musées royaux des beaux-arts de Belgique ;
  - la Mort de Judas ;
  - Les Rois mages voyageant vers Bethléem ;
  - La Prière de Judith (1872), Musée royal des beaux-arts d'Anvers ;
  - La Sécheresse en Judée ;
  - Caravane surprise par le simoun (1847), Musées royaux des beaux-arts de Belgique.
- des peintures de genre :
  - Loge à l'Opéra de Pest, Musées royaux des beaux-arts de Belgique.
- des portraits d'officiels et de la haute société ou d'enfants : 
  - Méhémet Ali ;
  - Paul Déroulède ;
  - Antoine Clesse ;
  - Madame Caron.
- des scènes orientales[11] et des portraits de femmes de pays « exotiques » :
  - Conteur dans les rues du Caire ;
  - Jeune juive ;
  - La Sulamite ;
  - Fatma, la Bohémienne ;
  - Convoi funèbre dans le désert de Suez ;
  - La fileuse grecque.

## Honneurs
Un monument, œuvre du sculpteur Émile Namur, a été érigé à sa mémoire en 1897 à Vilvorde. Il y a une Portaelstraat à Vilvorde et à Schaerbeek.
Jean-François Portaels est :
- Commandeur de l'ordre de Léopold (4 mai 1881)[12].